# Jamie Hodgson
Jamie Hodgson (* 24. Februar 1930; † 8. Januar 2006 in London) war ein britischer Fotograf von Jazzikonen.
Ursprünglich war Hodgson Hochzeitsfotograf in Kensington und Chelsea, bekannt wurde er jedoch durch seine Porträts von Jazzgrößen wie Duke Ellington, Lionel Hampton, Ella Fitzgerald, Dizzy Gillespie und Jimmy Rushing in den 1950er und 1960er Jahren.
Seine Karriere begann 1950 nach dem Militärdienst. Neben Arbeiten für verschiedene Studios fotografierte Hodgson verschiedene Filmstars wie Harry Secombe, Frankie Howerd und Mitglieder der Crazy Gang. 1956 eröffnete er in Kingsbridge sein eigenes Fotostudio, in dem er fortan bekannte Models fotografierte, u. a. Jean Shrimpton, Tania Mallet und Sandra Paul.
Seine Ausstellung Unseen Portraits, Masters of Jazz war von Dezember 2005 bis Januar 2006 im National Theatre zu sehen.
Hodgson starb an Krebs.